# Asteasu
Asteasu ist eine baskische Gemeinde in der Provinz Gipuzkoa (spanisch Guipúzcoa) im nördlichen Spanien.

## Persönlichkeiten
- Julen Lopetegui (* 1966), spanischer Fußballtrainer und ehemaliger Fußballtorhüter

## Einzelnachweise

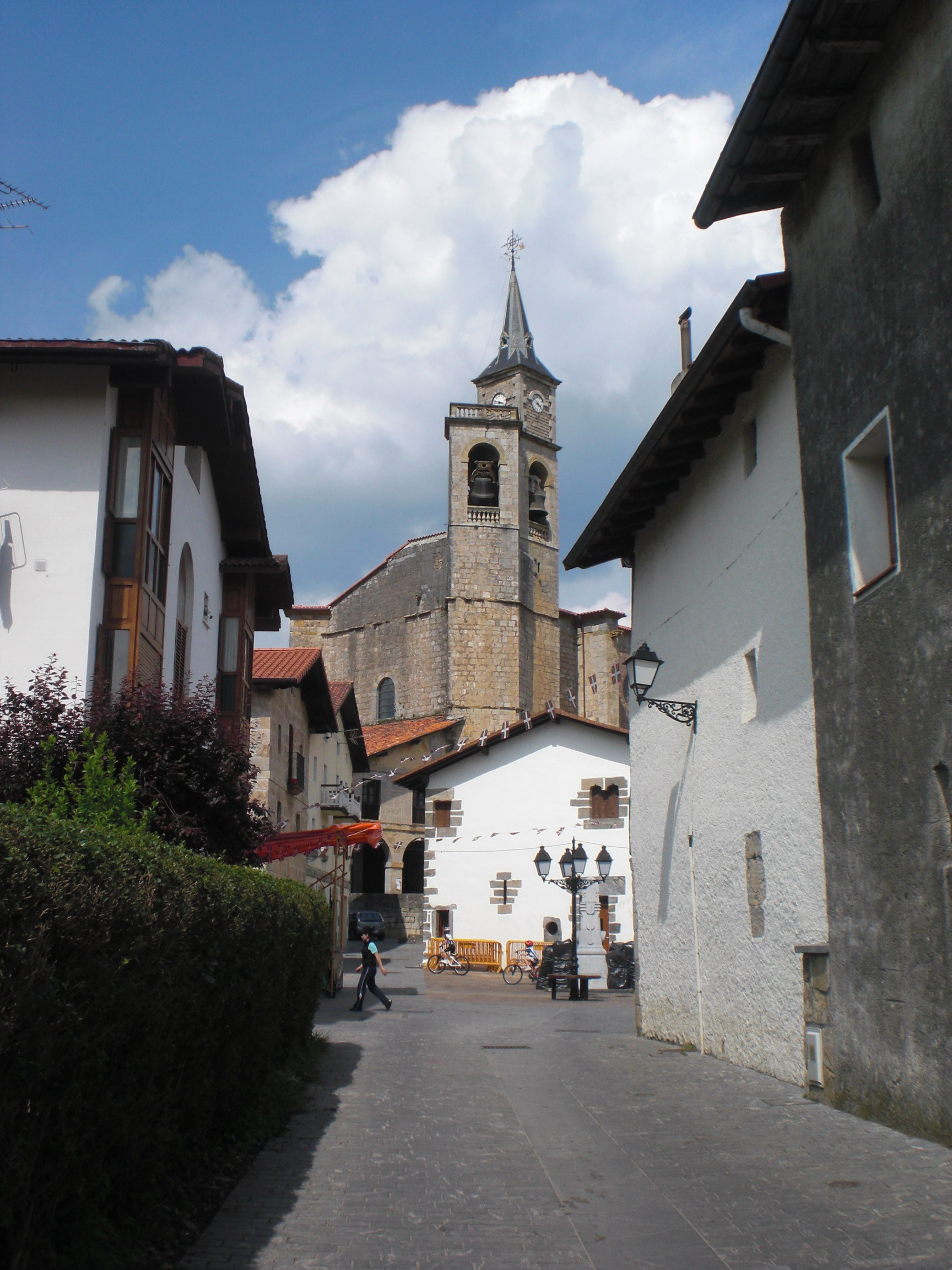
Asteasu, Kirche Iglesia de San Pedro